# Vain
es una banda de glam metal formada en San Francisco en 1986, en la última oleada de bandas de Glam, y en una época en que la ciudad se dedicaba casi exclusivamente a crear thrash metal. 

## Carrera
La banda estaba conformada por el vocalista Davy Vain, firmando un contrato con Island Records en 1989 junto al lanzamiento del disco No Respect del mismo año. La banda también se embarcó en una gira europea como acto soporte de Skid Row. A partir de aquel momento, se presentaron algunas salidas de músicos, dándose la oportunidad para algunas carreras en solitario, como las de Davy Vain y el guitarrista Danny West. En 2005 realizaron una exitosa gira por el Reino Unido.

## Miembros
- Davy Vain (voz)
- Jaime Scott (guitarra)
- Danny West (guitarra)
- Ashley Mitchell (bajo)
- Louie Senor (batería)

### Miembros fundadores
- Tom Rickard (batería)
- Danny Fury (batería)

## Discografía
- (1989) No Respect
- (1991) All Those Strangers
- (1994) Move On It
- (1997) Fade
- (2000) In From Out Of Nowhere
- (2005) On The Line
- (2011) Enough Rope
- (2017) Rolling With The Punches